# Mydas fulvifrons
Mydas fulvifrons is een vliegensoort uit de familie Mydidae. De wetenschappelijke naam van de soort is voor het eerst geldig gepubliceerd in 1801 door Illiger.
De soort komt voor in de Verenigde Staten.